# Effet Biefeld-Brown

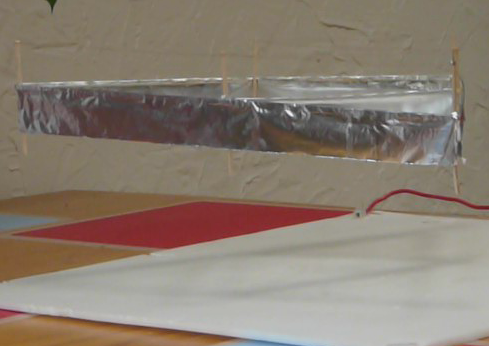
Un Lifter v2.

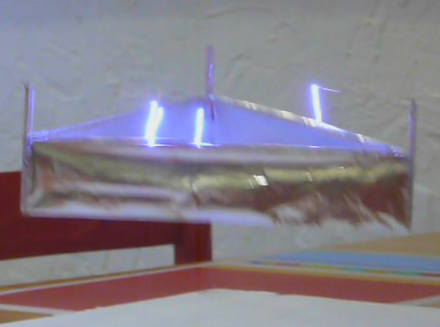
Un Lifter v1. Celui-ci est de qualité médiocre ; de nombreux arcs électriques sont produits.

L'effet Biefeld-Brown est une force qui s'exerce sur un condensateur « asymétrique » (c'est-à-dire de forme ou de taille différentes), quand il est mis sous une haute tension (de l'ordre de quelques dizaines de kV). Cette force est en général indépendante du sens de polarisation, et s'exerce dans le sens de la petite électrode vers la grande électrode. Découvert dans les années 1920 par Thomas Townsend Brown et Paul Alfred Biefeld, cet effet a fait l'objet de plusieurs brevets, notamment dans le domaine de la propulsion d'engins volant. Il n'a jusqu'à récemment pas été étudié scientifiquement de façon approfondie, mais plusieurs groupes de scientifiques amateurs, échangeant sur internet, ont construit des véhicules volants (avec une alimentation électrique externe), baptisés « ionocrafts » ou « lifters ». Son principe de fonctionnement physique est connu, mais il a donné lieu à diverses spéculations, notamment du fait qu'il a été annoncé qu'il fonctionnerait dans le vide. À la suite du succès sur Internet des lifters, quelques études expérimentales et théoriques ont été publiées, qui concluent que si l'effet est avéré, il ne fonctionne pas dans le vide, et que son fonctionnement se fonde sur l'effet corona et le vent ionique.

## L'effet Biefeld-Brown
Voici une traduction de ce qu'a découvert Thomas Townsend Brown qui travailla ensuite avec son professeur Paul Alfred Biefeld :
« Lorsque deux électrodes de forme appropriée sont fixées l'une à l'autre, immergées dans un milieu diélectrique et chargées de signe opposé et à un degré approprié, une force est produite qui tend à faire bouger la paire d'électrodes dans ce milieu. »
L'effet Biefeld-Brown transforme donc une différence de potentiels électriques en énergie cinétique, d'où sa caractérisation d'effet Électrocinétique.

## Analyse de l'effet
L'effet est basé sur l'effet corona, qui permet aux molécules d'air de devenir ionisées près des bords pointus et des pointes. Habituellement, on utilise deux électrodes avec une haute tension entre elles, allant de quelques kilovolts jusqu'à plusieurs millions de volts, où une des deux électrodes est petite et pointue et l'autre est grande et lisse. La distance la plus efficace entre les deux électrodes se situe à un gradient de champ électrique d'environ 10kV/cm, ce qui est juste en dessous de la tension de claquage de l'air entre deux pointes, à un niveau de densité de courant généralement désigné sous le nom de condition de saturation du courant corona collecté. Cela crée un gradient élevé du champ électrique autour de l'électrode la plus petite, qui est chargée positivement. Autour de cette électrode, une ionisation a lieu, c'est-à-dire que des électrons sont arrachés des atomes et se retrouvent dans le milieu environnant, ils sont littéralement éjectés par la charge de l'électrode.
Cela donne dans le milieu un nuage d'ions chargés positivement, qui sont attirés par l'électrode négative lisse, où ils redeviennent neutres. Dans le processus, des milliers d'impacts se produisent entre ces ions chargés et les molécules neutres de l'air dans l'espace d'air, entraînant un transfert d'énergie cinétique entre les deux particules, ce qui a pour résultat net la création d'une force directionnelle sur le système d'électrodes. Cet effet peut être utilisé pour la propulsion (voir propulseur électrohydrodynamique), pour les pompes à fluide et récemment pour les systèmes de refroidissement EHD.

## Interprétations
L'effet est devenu connu dans le monde des OVNIs, où il est vu comme plus exotique que l'électrocinétique. Charles Berlitz a consacré un chapitre entier de son livre The Philadelphia Experiment pour reformuler les premiers travaux de Brown sur cet effet, suggérant qu'il avait découvert un nouvel effet d'électrogravité utilisé par les OVNIs. 
Un article de M. Tajmar décrit une expérience conçue pour tester la possibilité que cet effet puisse avoir besoin d'un autre effet qu'un vent d'ions comme explication. Aucun effet n'a été trouvé, dans les limites de la précision de cette expérience.

## Applications
- « Propulsion électrocinétique »
- « lifter »
- « ionocraft »

Ainsi le projet Blimp-Lifter, consistant à réaliser un dirigeable semi-rigide autonome gonflé à l'hélium et utilisant le dispositif de propulsion électrocinétique de type Lifter pour se déplacer dans l'air, initié en mars 2002 a déjà été testé avec succès grâce à une maquette le 25 novembre 2002.
Le rendement est très faible, (inférieur à celui d'une hélice couplée à un moteur électrique conventionnel), car les tensions électriques sont élevées. La sécurisation de ce type de système est difficile, pour la même raison.

### Brevets

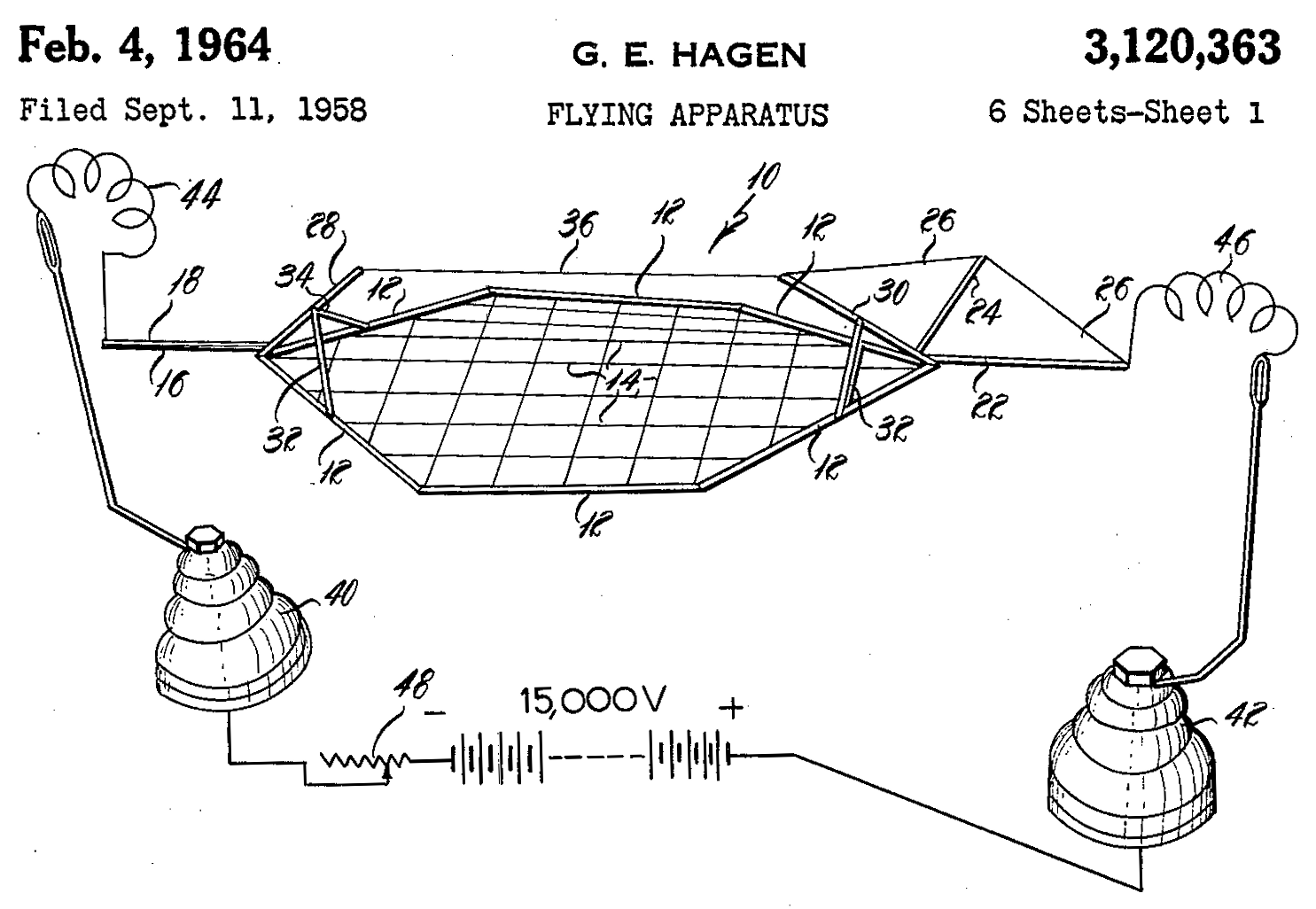
— Appareil volant — G.E. Hagen

T. T. Brown a publié un certain nombre de brevets sur sa découverte :
- GB300311 - Modalités et appareil ou machine pour produire une force et un mouvement (accepté le 15-11-1928)
- (en) Brevet U.S. 1974483 - « Moteur électrostatique » (25-09-1934)
- (en) Brevet U.S. 2949550 - Appareil électrocinétique (16-08-1960)
- (en) Brevet U.S. 3018394 - Transducteur électrocinétique (23-01-1962)
- (en) Brevet U.S. 3022430 - Générateur électrocinétique (20-02-1962)
- (en) Brevet U.S. 3187206 - « Appareil électromagnétique  » (1965-06-01)
- (en) Brevet U.S. 3196296 - Générateur électrique (20-07-1965)

Historiquement, il a été accordé de nombreux brevets pour les différentes applications de cet effet, de la capture de la poussière par précipitation électrostatique, à l'ioniseur d'air, et également dans le domaine de la propulsion des machines volantes. Un brevet particulièrement notable — (en) Brevet U.S. 3,120,363 — a été accordé à G. E. Hagen en 1964, pour un appareil plus ou moins identique aux dispositifs postérieurs appelés « lifters ». Voici les numéros d'autres brevets américains portant sur l'utilisation de l'ionisation : 2022465, 2182751, 2282401, 2295152, 2460175, 2636664, 2765975, 3071705, 3177654, 3223038, 3120363, 3130945.
- Brown, T.T., US Patent 2,949,550, “Electrokinetic Apparatus,” 1960.
- Brown, T.T., US Patent 3,187,206, “Electrokinetic Apparatus,” 1965.
- Brown, T.T., GB Patent 300,311, “A Method of and an Apparatus or Machine for Producing Force or Motion,” 1928.
- Alexander Procofieff de Seversky (en) Brevet U.S. 3,130,945, “Ionocraft,” 1964.
- Campbell, J.W., US Patent 6,317,310, “Apparatus and Method for Generating Thrust Using a two Dimensional, Asymmetrical Capacitor Module,” 2001.
- Campbell, J.W., US Patent 6,411,493, “Apparatus and Method for Generating Thrust Using a two Dimensional, Asymmetrical Capacitor Module,” 2002.

### Articles et rapports scientifiques
- Cheng, Sin-I. « Glow discharge as an Advanced Propulsion Device », ASRS Journal vol. 12, p. 1910–1916 (1962).
- Christenson, E. A. and P. S. Moller. « Ion-Neutral Propulsion in Atmospheric Media » AIAA Journal vol. 5, no.. 10, p. 1768–1773 (1967).
- Talley, R.L., « Twenty First Century Propulsion Concept » PL-TR-91-3009, 1991.
- Bahder, T.B. and Fazi, C., « Force on an Asymmetric Capacitor » —Final Report, Aug.–Dec. 2002,” ARL-TR-3005, NTIS Order Number ADA416740.
- J.W. Campbell, M.R. Carruth, D.L. Edwards, A. Finchum, G. Maxwell, S. Nabors, L. Smalley, D. Huston, D. Ila, R. Zimmerman, C. Muntele, and I. Muntele, « Barrel-Shaped Asymmetrical Capacitor », NASA/TM—2004–213283 juin 2004
- Francis X. Canning, Cory Melcher, and Edwin Winet Asymmetricals Capacitors for propulsion, technical report de la NASA NASA/CR—2004-213312, octobre 2004
- Tajmar M. « Biefeld–Brown Effect: Misinterpretation of Corona Wind Phenomena », AIAA Journal, 1 February 2004, vol. 42, no. 2, pp. 315-318
- Marc G. Millis « Assessing potential propulsion breakthroughs », Annals of the New York Academy of Sciences, 2005, vol. 1065, pp. 441-461 pdf
- Jack Wilson, Hugh D. Perkins and William K. Thompson « An Investigation of Ionic Wind Propulsion », NASA/TM—2009-215822, décembre 2009

### Articles de presse
- « La lévitation à la portée de tous », Sciences et Avenir n°670, décembre 2002
- « L'irrésistible ascension des "lifters" », Air et Cosmos n°1867, 29 novembre 2002